# جواز سفر نرويجي
يصدر جوازات السفر النرويجية لمواطني النرويج لغرض السفر الدولي. قد يُستخدَم جواز السفر أيضاً كدليل رسمي على الجنسية النرويجية. يسمح جواز السفر مع بطاقة الهوية الوطنية بحرية التنقل في أي من دول رابطة التجارة الحرة الأوروبية والمنطقة الاقتصادية الأوروبية.
أعلن في عام 2016 عن تأجيل إصدار جوازات السفر الجديدة إلى منتصف عام 2018. وأعلن في أغسطس 2019 عن تأجيل إصدار جوازات السفر الجديدة للمرة السابعة. أصدرت جوازات السفر الجديدة في 19 أكتوبر 2020.

## أنواع جوازات السفر
تصدر النرويج سبعة أنواع من جوازات السفر ووثائق السفر:
- جواز سفر عادي يصدر للمواطنين النرويجيين، غلافه أحمر.
- جواز سفر طارئ غلافه أبيض.
- جواز سفر دبلوماسي غلافه فيروزي.
- جواز سفر خدمة غلافه فيروزي.
- جواز سفر خاص غلافه فيروزي.
- جواز سفر مهاجر يصدر لغير لنرويجين الذين لديهم تصريح إقامة في النرويج لكن لا يمكنهم الحصول على جواز سفر من بلدهم، غلافه رمادي. لا يُسمح لحامله بالسفر إلى بلده بهذا الجواز.
- جواز سفر مهاجر لرحلة واحدة يصدر لغير لنرويجين الذين لديهم تصريح إقامة في النرويج لكن لا يمكنهم الحصول على جواز سفر من بلدهم في الوقت المناسب لرحلة مفاجئة إلى الخارج. غلافه رمادي. لا يجوز استخدام جواز السفر إلا لرحلة واحدة.
- وثيقة سفر اللاجئين تصدر لمن حصلوا على حق اللجوء في النرويج. غلافه أزرق.

## اللغات
بالنسبة لجوازات السفر العادية والطارئة تطبع صفحة المعلومات باللغة النرويجية (بوكمول ونينورسك) والسامي الشمالية والإنجليزية. أضيفت السامي الشمالية في عام 2020. ولكن تطبع جوازات السفر الدبلوماسية والخدمة والخاصة (بما في ذلك الغلاف والصفحات الداخلية) باللغتين الإنجليزية والفرنسية فقط.

## الإصدار
اعتبارًا من عام 2021 كان هناك 79 مكتب داخلي (بما في ذلك مكتب في سفالبارد) و43 موقع للمكاتب المتنقلة. تصدر جوازات سفر الطوارئ فقط في المطارات النرويجية الرئيسية (أوسلو غاردرموين وستافنجر وبيرجن وتروندهايم) أو السفارات.

## عيب في التصنيع
عانت جوازات السفر النرويجية المقروءة آليًا الصادرة بين عامي 1999 و2005 من عيب في التصنيع قد يؤدي إلى فقدان صفحة الهوية وبالتالي إبطال جواز السفر. استبدلت سلطات الجوازات النرويجية جوازات السفر هذه مجانًا.

## متطلبات التاشيرة

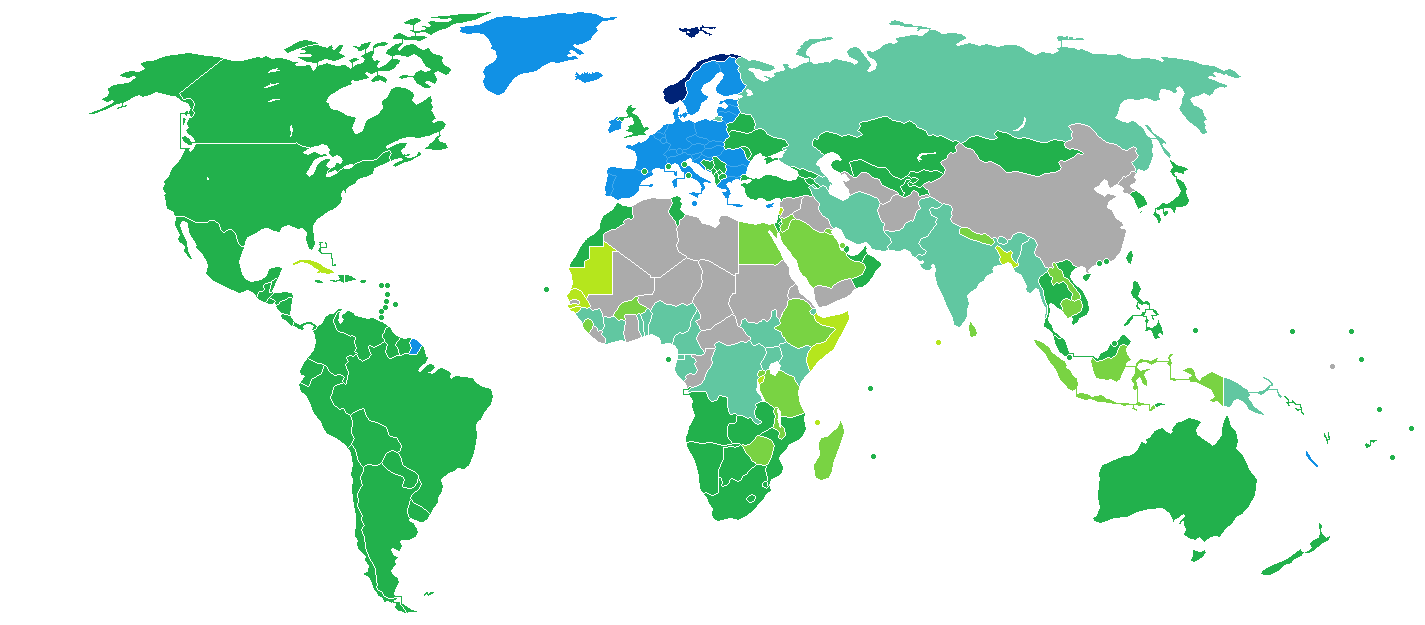
البلدان والأقاليم التي لا تفرض تأشيرة أو تطلب تأشيرة دخول عند الوصول للجهة، لحاملي جوازات السفر النرويجي العادية.

اعتبارًا من 5 أكتوبر 2021 كان المواطنون النرويجيون يتمتعون بإمكانية دخول 185 دولة وإقليم بدون تأشيرة أو تأشيرة عند الوصول، مما أدى إلى تصنيف جواز السفر النرويجي في المرتبة السابعة من حيث حرية السفر وفقًا مؤشر هينلي لجوازات السفر.
يتمتع المواطنون النرويجيون بحرية الحركة للعيش والعمل في بلدان الرابطة الأوروبية للتجارة الحرة الأخرى وفقًا لاتفاقية رابطة التجارة الحرة الأوروبية. ويتمتعون أيضًا بحرية التنقل داخل جميع الدول الأعضاء في المنطقة الاقتصادية الأوروبية. وجميع مواطني الرابطة الأوروبية للتجارة الحرة والاتحاد الأوروبي ليسوا معفيين من التأشيرة فحسب بل يحق لهم قانونًا الدخول والإقامة في بلدان بعضهم البعض.

## المعرض

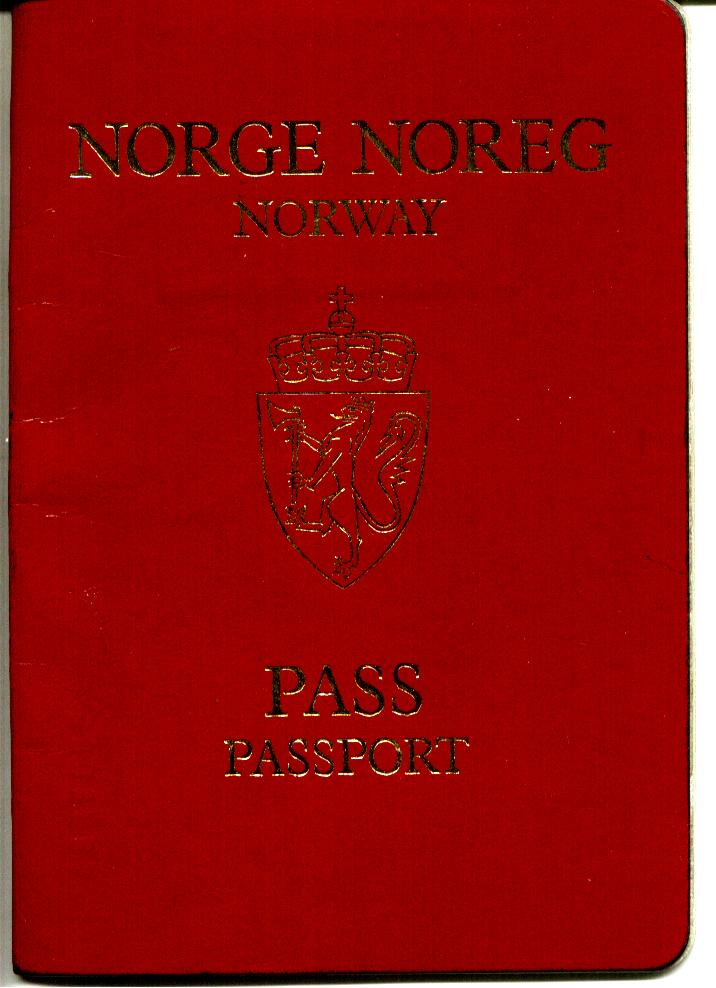
تصميم جواز السفر النرويجي حتى مارس 1999
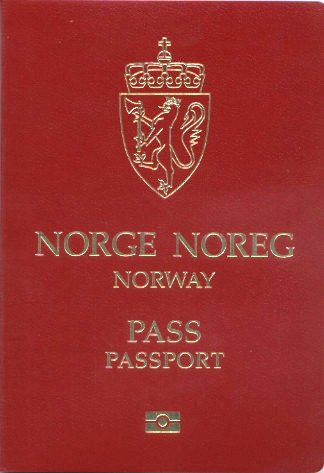
تصميم جواز السفر النرويجي حتى أكتوبر 2020

## روابط خارجية
- معلومات جواز السفر النرويجية السجل العام لوثائق السفر ووثائق الهوية على الانترنت
- صورة جواز سفر نرويجي من عام 1923